# Движение Брайтс
Движение Брайтс (англ. Brights movement, от англ. bright: буквально — «яркий», в переносном смысле — «умный, сообразительный») — общественное движение сторонников «натуралистического мировоззрения», то есть мировоззрения, свободного от религии, мистицизма и других элементов сверхъестественного. Основано в 2003 году Полом Гейсертом и Мингой Фатрелл в США.

## Цели
Движение стремится создать интернет-сообщество для достижения следующих целей:
1. Содействовать пониманию и признанию общественностью «натуралистического мировоззрения» (naturalist worldview), свободного от мистицизма и элементов сверхъестественного.
2. Получить общественное признание того, что лица с таким мировоззрением могут вести принципиальные действия по вопросам гражданского значения.
3. Обучение общества принятию лиц с таким мировоззрением как равноправных граждан.

Возникновение движения обусловлено тем, что в США приверженцы атеистических взглядов пользуются недостаточным доверием:

В ходе опроса общественного мнения, проведённого в 1999 году группой Gallup, американцам задавали вопрос, проголосуют ли они за вполне достойного кандидата, если этот кандидат — женщина (утвердительно ответили 95 %), католик (94 %), еврей (92 %), чернокожий (92 %), мормон (79 %), гомосексуал (79 %) или атеист (49 %).— Ричард Докинз, «Бог как иллюзия»
Движение Brights отличается от традиционных членских организаций, сосредотачивая внимание на расширении сообщества, давая возможность включиться в него представителям многих более узких категорий. Например: атеистов, агностиков, гуманистов, скептиков, и членов религиозных групп, которые соблюдают культурную практику своего верования, но фактически не верят в существование божественных сил. Кроме того, в отличие от типичных членских организаций, движение Brights не даёт лицам право говорить от лица всего движения; каждый член Brights говорит от своего лица, или делает заявление в составе коллектива, которое могут поддержать или не поддержать по желанию все зарегистрированные члены Brights.
Название «Bright» было придумано Гейсертом, как положительно звучащий обобщающий термин, а Фатрелл дал термину следующее определение:

Bright — это человек с натуралистическим мировоззрением, то есть свободным от мистицизма и элементов сверхъестественного.
Оригинальный текст (англ.)A Bright is a person whose worldview is naturalistic (free of supernatural and mystical elements).
 
В 2009 году лозунгом Brights стало «Просвещение и поднятие натуралистического мировоззрения».

## История
Пол Гейсерт был учителем биологии в Чикаго в 1960-х, профессором в 1970-х, предпринимателем и писателем в 1980-х и соразработчиком учебных материалов и веб-сайта для занятий по религии в государственных школах в 1990-х.
При принятии решения об участии в «Марше Безбожных Американцев на Вашингтон» в 2002 году, Полу не понравилось определение «безбожный». Он решил избавить атеизм от негативных ассоциаций «безбожничества» и придумать другое, более позитивное название для «сообщества здравого смысла». Так появилось на свет название «брайт» (От англ. bright: 1. яркий; 2. умный, сообразительный).
Работая с Мингой Фатрелл, основатели движения Brights хотели подключить и активизировать как можно больше не религиозных людей, не участвующих в уже существующих философских организациях. Для достижения этой цели они создали не только определение «Bright», но и идею гражданского избирательного округа, который существовал и функционировал бы через Интернет.
Испытав эту идею в первые месяцы 2003 года, 4 июня 2003 года они запустили сайт Brights' Net (Сеть Brights). Первичное внимание движению обеспечили статьи Ричарда Докинза в «The Guardian» и «Wired», и Дэниела Деннета в «The New York Times». Спустя год число зарегистрированных членов Brights превышало десять тысяч в 85 странах.
Движение продолжало расти и ускоренно набирать новых членов, в том числе и благодаря дискуссиям вокруг «нового атеизма» в средствах массовой информации, вызванным серией книг, вышедшей в конце 2006 года: «Бог как иллюзия», «Нарушение заклинаний: религия как природное явление», «Бог не любовь», «Конец веры» и «Письмо к христианской нации». К январю 2010 года зарегистрировано более 50000 членов Brights из 186 стран.

## Сеть Brights
Сайт «Сеть Brights» является коммуникационным и координирующим центром движения Brights.
Сайт рекомендует приоритетные проекты и способствует формированию местных групп, известных как Brights' Local Constituencies (BLCs). Такие группы есть в Лондоне, Париже, нескольких городах Соединённых Штатов и Канаде, а также других местах по всему миру.
Тем не менее, все члены Brights содействуют движению автономно. Ни одно физическое или юридическое лицо, в том числе директора «Сети Brights», не могут говорить за всех Brights.

## Участники
Наравне с определением себя как Brights, многие, но не все участники движения также определяют свои взгляды как атеистические, гуманистические, светские гуманистические, свободомысленные, объективистские, рационалистические, натуралистические, материалистические, агностические, скептические, апатеистические, или даже натуралистические пантеистические, и так далее. В любом случае, «движение не связано с каким-либо определённым убеждением». Одна из целей Сети Brights — включить в лексику термин, обобщающий всё существующее «сообщество разума». Таким образом, лица, которые могут заявить о своём натуралистическом мировоззрении, используя термин Brights, могут выходить за пределы знакомой светской категории до тех пор, пока они не имеют теистических мировоззрений. Среди зарегистрированных участников числятся и некоторые представители духовенства, такие как священнослужители Пресвитерианской церкви и профессор истории церкви, рукоположенный в сан священника.

## Известные сторонники движения
- Дэниел Деннет
- Ричард Докинз
- Стивен Пинкер
- Ричард Робертс
- Джеймс Рэнди
- Шелдон Ли Глэшоу
- Пенн и Теллер

## Критика
Движение подвергается критике со стороны некоторых организаций — как религиозных, так и светских, — которые возражают против названия «bright». Критики полагают, что такое название намекает на то, что члены движения умнее других, в частности, тех, кто верит в богов или иные паранормальные явления. Например, «Комитет скептицизма» опубликовал статью Криса Муни под названием «Не такие уж умные», в которой он заявил, что, хотя он согласен с движением, Ричард Докинз и Дэниел Деннет в «кампании по переименованию неверующих в „умных“ могли бы подумать дважды», из-за возможности неверного толкования термина. Ныне покойный журналист и известный атеист Кристофер Хитченс также нашёл его «самонадеянным».